# Вейерс, Мариус
Мариус Вейерс (африк. Marius Weyers; род. 3 февраля 1945, Йоханнесбург, Трансвааль) — южноафриканский актёр. Известен по фильму «Наверное, боги сошли с ума».

## Биография
Один из самых известных актеров в Южной Африке. Говорит на родном африкаанс, а также на английском. Он принимал участие в более чем 100 театральных постановках. Получил 11 наград за лучшую мужскую роль в театре, 5 наград в киноиндустрии и 1 за телевизионную постановку.

## Творчество
За свою 53-летнюю актерскую карьеру Мариус снялся в многочисленных телевизионных постановках и более 35 фильмах. Один из самых известных — блокбастер «Боги, наверное, сошли с ума», за который он получил награду «Лучший комедийный актер» на кинофестивале Чарльза Чаплина в Швейцарии.

### Избранная фильмография
- (1967) Ночная любовь в тайге
- (1977) По следу тигра
- (1980) Наверное, боги сошли с ума — Эндрю Стейн
- (1982) Ганди — проводник поезда
- (1989) Глубинная звезда, шестой номер — доктор Джон Ван Гельдер
- (1989) Прощай, король — сержант Конклин
- (1989) Счастливы вместе - Дэнни Долленбахер
- (1993) Бофа! — ван Тондер
- (2006) Кровавый алмаз — Рудольф ван де Каап
- (2013) Ничего для Махалы — Хенрик Бота